# Bitter (Queen Naija)
Bitter è un singolo della cantante statunitense Queen Naija pubblicato il 27 ottobre 2020.

## Descrizione
Partecipa al brano la rapper Mulatto. 

## Tracce
1. Bitter (feat. Mulatto) – 3:04